# Listă de creatori de modă români
Aceasta este o listă de creatori de modă români:
- Ramona BAHRIM
- Sibi Stanciu
- SONMEZON
- Andra Handariuc
- Diana Cojocaru
- Smaranda Almasan
- Octavia Chiru
- Adina Buzatu
- Cătălin Botezatu
- Răzvan Ciobanu
- Alexandru Ciucu
- Zina Dumitrescu
- Romanița Iovan
- Doina Levintza
- Laura Olteanu
- Catinca Roman
- Lorena Sârbu
- Adriana Mandreanu

- Irina Schrotter